# Solomonski Otoci
Solomonski Otoci ↓f1  ili Salomonski Otoci država su u Melaneziji na jugozapadu Tihoga oceana, istočno od Papue Nove Gvineje. Član su Commonwealtha, a britanski kralj je formalni vladar, kojeg zastupa generalni guverner. Površinom 139., a brojem stanovnika 162. među 195 države svijeta. Glavni grad je Honiara na otoku Guadalcanal.

## Povijest
Otoke je otkrio španolski moreplovac Mendana de Negra u 16. stoljeću. Nijemci su zauzeli sjeverni dio 1884., a Britanci južni dio otočja 1893. godine. Tijekom Prvoga svjetskog rata okupirala ih je Australija. U Drugom svjetskom ratu bili su poprište žestokih američko-japanskih borba. Od 1945. su područje pod skrbi UN-a pod australskom upravom, 1976. su dobili široku samoupravu, a 1978. proglašena nezavisnost.
Od 1999. dugotrajni etnički sukob između naroda Gwale i Malaita razbuktao se u građanski rat, koji je uglavnom prestao 2003. nakon dolaska međunarodnih mirovnih snaga pod vodstvom Australije i Novog Zelanda.

## Zemljopis
Salomonski Otoci su otočna država u Tihom oceanu, koja se nalazi istočno od Papue Nove Gvineje. Površina države je 28.896 km², dok najveći otok Guadalcanal ima površinu od 5.302 km²
Otoci imaju tropsku klimu, dnevna temperatura je obično od 25 do 32 stupnja °C, a noćna od 13 do 15 °C. Od travnja do listopada je suha sezona, a od studenog do ožujka kišna sezona monsuna.

## Stanovništvo
Stanovništvo Salomonskih Otoka sastoji se od različitih etničkih, kulturnih, vjerskih i jezičnih skupina.
Salomonski Otoci imaju 584,578 stanovnika po procjeni iz 2012. godine. Oko 94,5 % stanovnika su Melanežani, 3 % Polinežani, 1,2 % Mikronežani, a ostale čine male europske i kineske zajednice. Postoji oko 120 jezika. Engleski je službeni jezik, ali govori ga samo između 1 i 2 % stanovništva. Lingua franca je Pijin.

## Religija
Oko 92 % stanovništva Salomonskih Otoka su pripadnici neke od kršćanskih crkava: anglikanci 35%; rimokatolici 19 %; Sjevernomorska evangelistička crkva 17 %; metodisti 11 %; i advenstisti 10 %. Računa se da oko 5 % stanovništva, pretežno oni koji pripadaju zajednici Kwaio s otoka Malaita, prakticira animističke religije. Religiozne skupine koje zajedno čine manje od 5 % stanovništva uključuju i muslimansku zajednicu Ahmadija. i druge muslimane, bahaiste, Jehovine svjedoke, Mormone, moonijevce ali i indijanske crkve koje su se otcjepile od vodećih kršćanskih denominacija.

## Administrativna podjela
Salomonski Otoci su podijeljeni u devet provincija. Glavni grad države Honiara na otoku Guadalcanalu ima poseban status.
- Središnja provincija
- Choiseul
- Guadalcanal
- Isabel
- Makira-Ulawa
- Malaita
- Rennell i Bellona
- Temotu
- Zapadna provincija